# Kỷ Giản công
Kỷ Giản công (chữ Hán: 杞简公; trị vì: 448 TCN-445 TCN), tên là Tự Xuân, là vị vua thứ 21 và là vua cuối cùng của nước Kỷ - chư hầu nhà Chu trong lịch sử Trung Quốc.

## Sinh thời
Ông là con của Kỷ Xuất công - vua thứ 20 nước Kỷ. Năm 449 TCN, ông lên nối ngôi.
Năm 445 TCN, Sở Huệ vương mang quân diệt nước Kỷ. Kỷ Giản công ở ngôi tất cả bốn năm, nước Kỷ diệt vong. Hậu duệ của nhà Hạ chấm dứt vai trò cai trị một nước chư hầu.

## Hậu thế
Công tử Đà (公子佗), em trai của Kỷ Giản công, chạy sang nước Lỗ lánh nạn, được Lỗ Điệu Công ban đất và tước Hạ hầu (夏侯). Con cháu Hạ hầu Đà về sau lấy Hạ Hầu làm họ.